# Liste der Bodendenkmäler in Solingen
Die Liste der Bodendenkmäler in Solingen enthält die denkmalgeschützten unterirdischen baulichen Anlagen, Reste oberirdischer baulicher Anlagen, Zeugnisse tierischen und pflanzlichen Lebens und paläontologischen Reste auf dem Gebiet der Stadt Solingen in Nordrhein-Westfalen (Stand: September 2020). Diese Bodendenkmäler sind in Teil B der Denkmalliste der Stadt Solingen eingetragen; Grundlage für die Aufnahme ist das Denkmalschutzgesetz Nordrhein-Westfalen (DSchG NRW).
| Bild           | Bezeichnung                       | Lage                               | Beschreibung | Bauzeit   | Eingetragen seit           | Denkmal- nummer |
| -------------- | --------------------------------- | ---------------------------------- | ------------ | --------- | -------------------------- | --------------- |
|                | Abschnittswall und Halsgraben     | Burg Wermelskirchener Straße       |              |           | 28.02.1985                 | SG-B-001        |
| weitere Bilder | Abschnittsbefestigung mit Vorwall | Burg Burger Landstraße Karte       |              |           | 18.10.1994                 | SG-B-002        |
| weitere Bilder | Brunnenanlage Lehner Pött         | Mitte, Lehn Karte                  |              | 1729      | 15.04.1992                 | SG-B-004        |
| weitere Bilder | ehemaliges Bleierzbergwerk        | Höhscheid Neuenkamper Straße Karte |              | 1776–1889 | 04.07.1989                 | SG-B-005        |
| weitere Bilder | Kloster, Kirche                   | Gräfrath Klosterhof Karte          |              |           | 30.12.1988                 | SG-B-006        |
| weitere Bilder | Wasserburg Schloss Hackhausen     | Ohligs Hackhausen Karte            |              |           | 12.07.2018                 | SG-B-007        |
| weitere Bilder | Schloss Burg an der Wupper        | Burg Schloßplatz Karte             |              |           | Eintragungsverfahren läuft | SG-B-008        |